# Мушкатовский сельский совет
Мушкатовский сельский совет (укр. Мушкатівська сільська рада) — входит в состав
Борщёвского района
Тернопольской области
Украины.
Административный центр сельского совета находится в 
с. Мушкатовка.

## Населённые пункты совета
- с. Мушкатовка
- с. Слободка-Мушкатовская